# Ратан Сінґх II
Ратан Сінґх II (гінді रतन सिंह द्वितीय; д/н — 1531) — магарана князівства Мевар у 1527–1531 роках.

## Життєпис
Походив з династії Сесодія. Син Санграма Сінґха. Відомостей про нього обмаль. 1527 року після смерті батька посів трон. Вимушен був протистояти зазіханням могольського падишаха Бабура, з яким боровся до 1529 року. 1528 року в битві  біля Чандері з моголами загинув Чанд Пурбія, візир Малави, через якого ще батько Ратан Сінґха II контролював Малавський султанат.
1530 року не зміг надати допомогу своїх союзникам — князівствам Нагор та Дунгарпур, які були підкорені Гуджаратським султанатом. Причиною цьому стало нова боротьба за Малаву з моголами, а потім повстання малавського султана Махмуд Шаха II, що спробував скинути залежність від Мевару та відновити єдність держави. В союзі з Сілхаді Томар, правителем Бхілсу та Райсі, Ратан Сінґх II успішно діяв проти повсталого. Але цими обставинами скористався гуджаратський султан Бахадур-шах, що завдав поразки магарани Мевару, який загинув в одній з битв. Владу спадкував його брат Вікрамадітья Сінґх.